# Torre della televisione di Qingdao
La torre della televisione di Qingdao (青岛电视塔) è una torre sita a Qingdao nella provincia dello Shandong in Cina è alta 232 ed è posta a 105 m sul s.l.m.; venne costruita in 3 anni.